# Unterseeboot 970
L'Unterseeboot 970 ou U-970 est un sous-marin allemand (U-Boot) de type VIIC utilisé par la Kriegsmarine pendant la Seconde Guerre mondiale.
Le sous-marin fut commandé le 5 juin 1941 à Hambourg (Blohm + Voss), sa quille fut posée le 29 mai 1942, il fut lancé le 11 février 1943 et mis en service le 25 mars 1943, sous le commandement de l'Oberleutnant zur See Hans-Heinrich Ketels.
L'U-970 n'endommagea ou ne coula aucun navire au cours des 2 patrouilles (44 jours en mer) qu'il effectua.
Il est coulé par l'Aviation britannique dans l'Atlantique Nord, en juin 1944.

## Conception
Unterseeboot type VII, l'U-970 avait un déplacement de 769 tonnes en surface et 871 tonnes en plongée. Il avait une longueur totale de 67,10 m, un maître-bau de 6,20 m, une hauteur de 9,60 m et un tirant d'eau de 4,74 m. Le sous-marin était propulsé par deux hélices de 1,23 m, deux moteurs diesel Germaniawerft M6V 40/46 de 6 cylindres en ligne de 1 400 cv à 470 tr/min, produisant un total de 2 060 à 2 350 kW en surface et de deux moteurs électriques Brown, Boveri & Cie GG UB 720/8 de 375 cv à 295 tr/min, produisant un total 550 kW, en plongée. Le sous-marin avait une vitesse en surface de 17,7 nœuds (32,8 km/h) et une vitesse de 7,6 nœuds (14,1 km/h) en plongée. Immergé, il avait un rayon d'action de 80 milles marins (150 km) à 4 nœuds (7,4 km/h; 4,6 milles par heure) et pouvait atteindre une profondeur de 230 m. En surface son rayon d'action était de 8 500 milles nautiques (soit 15 700 km) à 10 nœuds (19 km/h).
L'U-970 était équipé de cinq tubes lance-torpilles de 53,3 cm (quatre montés à l'avant et un à l'arrière) et embarquait quatorze torpilles. Il était équipé d'un canon de 8,8 cm SK C/35 (220 coups), d'un canon antiaérien de 20 mm Flak et d'un canon 37 mm Flak M/42 qui tire à 15 350 mètres avec une cadence théorique de 50 coups par minute. Il pouvait transporter 26 mines TMA ou 39 mines TMB. Son équipage comprenait 4 officiers et 40 à 56 sous-mariniers.

## Historique
Il reçut sa formation de base au sein de la 5. Unterseebootsflottille jusqu'au 29 février 1944, puis il intégra sa formation de combat dans la 3. Unterseebootsflottille.
Sa première patrouille est précédée d'un court trajet de Kiel à Bergen. Elle commence le 16 mars 1944 au départ de Bergen. Début avril 1944, l'U-970 reçoit l'ordre de se diriger vers l'ouest de la France et de rejoindre le groupe Landwirt. Le 20 avril 1944, le sous-marin est attaqué et légèrement endommagé dans le golfe de Gascogne. Après 38 jours en mer, il atteint La Pallice le 22 avril 1944.
L'U-970 reprend la mer pour sa deuxième patrouille le 6 juin 1944. Il fait partie des dix-neuf U-Boote dépourvus de Schnorchel qui naviguent dans le golfe de Gascogne avec le groupe Landwirt. Ils doivent former une ligne de patrouille à 200 mètres de profondeur entre Brest et Bordeaux en se gardant de pénétrer dans les ports dans le cas où les forces alliées y débarqueraient.
Le 8 juin 1944 à 1 h 35, l'U-970 est repéré par un avion bombardier Sunderland du No. 228 Squadron RAF (en), piloté par le F/Lt C.G.D. Lancaster. Une attaque aux charges de profondeur s'ensuit après que l'U-Boot ait été illuminé par des fusées éclairantes. Il est envoyé par le fond à l'ouest de Bordeaux à la position 45° 15′ N, 4° 10′ O, emportant 38 membres d'équipage.
Le Commandant et treize hommes d'équipage sont recueillis par le service de sauvetage allemand (par hydravions), après 23 heures passées dans l'eau.

## Affectations
- 5. Unterseebootsflottille du 25 mars 1943 au 29 février 1944 (Période de formation).
- 3. Unterseebootsflottille du 1er mars 1944 au 8 juin 1944 (Unité combattante).

## Commandement
- Kapitänleutnant Hans-Heinrich Ketels du 25 mars 1943 au 8 juin 1944.

## Patrouilles
|       | Commandant                  | Départ          | Départ     | Arrivée         | Arrivée    | Jours    | Succès |
| ----- | --------------------------- | --------------- | ---------- | --------------- | ---------- | -------- | ------ |
|       | Oblt. Hans-Heinrich Ketels  | 24 février 1944 | Kiel       | 26 février 1944 | Bergen     | 3 jours  |        |
| 1     | Kptlt. Hans-Heinrich Ketels | 16 mars 1944    | Bergen     | 22 avril 1944   | La Pallice | 38 jours |        |
| 2     | Kptlt. Hans-Heinrich Ketels | 6 juin 1944     | La Pallice | 8 juin 1944     | Coulé      | 3 jours  |        |
| Total | Total                       | Total           | Total      | Total           | Total      | 44 jours | 0 t    |

Note : Oblt. = Oberleutnant zur See - Kptlt. = Kapitänleutnant